# Erio
Erio ou Herio qui signifie « mort » en basque, mais également « agonie » est un personnage de la mythologie basque. Selon les légendes, le rôle d'Herio est de séparer l'âme du corps et d'emmener les morts vers l'autre monde. Mais il ne tue personne, il apparaît juste à côté du mourant. Ceux qui peuvent le voir, peuvent dire si le malade guérira ou pas, en voyant si oui ou non Herio est proche du patient. On utilise plus souvent le terme hil comme l'état de mort, et l'entité qui préside la mort, qui vient nous chercher c'est Herioa.

## Étymologie
Dans de nombreux endroits on dit heriotza ou herio signifie « mort » en basque, mais également « agonie ». Le mot basque pour désigner la mort est hiltzea lorsqu'il s'agit d'un humain, galdua lorsqu'il s'agit d'un animal excepté pour les abeilles (erle) qui sont sacrées pour les Basques.

## Description
On pense en général qu'il s'agit là d'un phénomène naturel, cependant il y a des cas où l'on croit que la mort fait intervenir un personnage ou un Jeinu (génie) mettant un terme à notre vie terrestre. Son nom est Erioa dans la majeure partie de Vasconie. Dans certains endroits de Biscaye, on l'appelle Balbea.
Les causes qui provoquent les maladies sont naturelles. C'est ce que pensent nos contemporains. Cependant, il existe encore dans des villages des croyances résiduelles en d'autres causes, comme le Birao (malédiction), Begizko (mauvais œil) et Adur (force magique). Elles sollicitent Erioa qui porte la mort à ceux qui en sont frappés.
Il y a des gens qui croient que les hurlements continus d'un chien annonce la venue d'Erioa Erioa urbil da (le génie de la mort s'approche) dit-on à Sare (Labourd). On dit aussi : Erioa animaen bilaria (Erioa chercheur d'âmes).
À Guéthary on utilise herioa pour la mort qui est personnifiée: heriok jo du (la mort l'a frappé). Par contre on utilise heriotza pour la mort, mourir: heriotzeko orena, (l'heure de la mort), eriotzako orduban (dans l'heure de la mort.)

## La mort dans les superstitions

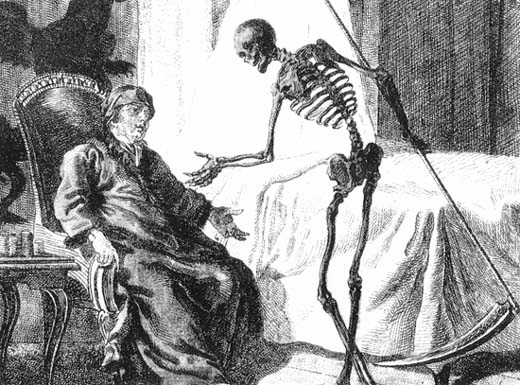
La Faucheuse est l'une des allégories de la Mort.

### La mort sur le Chemin de Saint-Jacques
Le Chemin de Saint-Jacques de Compostelle était l'un des pèlerinages chrétiens les plus importants à la fin du Moyen Âge, d'autres grandes routes de pèlerinage où une indulgence complète pouvait être obtenue étaient la Via Francigena à Rome et la Via Francigena à Jérusalem.
Au-delà des légendes, les pèlerinages à Saint-Jacques-de-Compostelle ont augmenté et avec eux les relations entre les peuples. Le Chemin de Saint-Jacques a également commencé au Pays basque et, avec les pèlerins fidèles, ils ont également propagé la peste noire. L'image et l'idée d'Erio/Herio personnifié auraient pu se répandre dans ce contexte.

### Erio et les âmes des ancêtres
Les personnages auxquels le culte domestique est rendu sont les âmes des ancêtres. Ceux-ci sont conçus comme des lumières et comme des rafales ou des coups (indarrak) de vent. Mais dans certains endroits, principalement en Biscaye, ils sont considérés comme des ombres (Gerixeti). 
Erio, qui est le personnage qui représente la mort, les sépare des corps. À partir de ce moment, sa demeure est les régions souterraines, comme le suggèrent les plus anciens contes populaires. Cependant, ils remontent fréquemment à la surface pendant la nuit, notamment vers leur Etxe, pour aider leurs proches vivants, consommer les offrandes, s'amuser dans leurs maisons respectives et régler des comptes qu'à leur mort, ils laissaient en suspens. Ces âmes d'ancêtres censées visiter leur ancienne demeure sont appelées Autzek à Zenarruza. 
Ils appellent aussi les génies "familiers" de cette façon. Les chemins des âmes, si l'on s'en tient à certaines légendes, sont certaines galeries mystérieuses qui relient chaque foyer à la pègre. Certains gouffres et cavernes du pays sont considérés comme des conduits par lesquels circulent les âmes. Les légendes font référence selon lesquelles de tels conduits coulent dans les maisons ou les cuisines, en particulier dans celles des maisons les plus anciennes qui sont en communication avec des tanières et des grottes fréquentées par des âmes et des esprits.